# Noget for noget
|  | Denne artikel er oprettet af botten PalnaBot ud fra en ekstern database. Den kan derfor have sproglige fejl eller mangler. Denne skabelon kan fjernes efter kontrol af indholdet. |

Noget for noget er en kortfilm fra 2007 instrueret af Nønne Katrine Rosenring efter manuskript af Nønne Katrine Rosenring, Torbjørn Rafn.

## Handling
Maikens kæreste Karsten indvier hende en tilfældig aften i sin frygteligste hemmelighed: han har engang voldtaget en pige. Maiken smider ham ud af deres hjem. Men i stilheden der følger, venter Maikens hemmelighed på hende. Det følgende døgn udvikler sig til en bizar oprulning af Maikens fortrængte underbevidsthed. Her venter en splintrende konfrontation med fortidens dæmoner på hende.